# Hubert Parker
Hubert Lister Parker (28 mai 1900 - 15 septembre 1972) est un juge britannique qui est lord juge en chef de 1958 à 1971. Son mandat est marqué par beaucoup moins de controverses que celui de son prédécesseur, Lord Goddard (en).

## Famille et jeunesse
Parker est le fils de Robert Parker (baron Parker de Waddington), qui a été Lord of Appeal in Ordinary. Il va à Rugby School (qu'il a appréciée ; plus tard, il devient président des gouverneurs) et au Trinity College de Cambridge. Il est diplômé avec une double première en sciences naturelles, se spécialisant en géologie et ayant l'intention de se lancer dans les affaires pétrolières. Il abandonne cette intention à l'obtention de son diplôme en 1922 pour étudier au Barreau (Lincoln's Inn) où il est admis en 1924, entrant dans le cabinet de Donald Somervell .

## Carrière juridique
Au barreau, Parker se spécialise dans les affaires commerciales et développe un style de salle d'audience qui tente d'être juste avec tous les arguments et de plaider avec calme. En 1945, il devient l'avocat junior du Trésor (Common Law) (également appelé le «diable du Trésor»), une nomination qui conduit normalement à une promotion au banc de la Haute Cour; cependant, lorsque l'invitation arrive de Lord Jowitt en 1948, Parker pense qu'il est trop tôt et qu'il venait juste de devenir utile au Conseil du Trésor, et décline donc. Il accepte la deuxième invitation en 1950. Comme il est passé directement du Trésor Diable à la Haute Cour, il n'a jamais « pris de soie » (c'est-à-dire qu'il n'a pas été Conseiller du Roi) .
En tant que juge, Parker se retrouve à présider des procès dans des domaines du droit avec lesquels il n'est pas familier. Il affirme que le premier résumé qu'il a donné dans un procès criminel est le premier qu'il ait jamais entendu. Cependant, en se mettant au travail, il finit par maîtriser la matière et, en 1954, est promu à la Cour d'appel. Le style plus mesuré des cours d'appel convient mieux à Parker que le banc du roi, et sa capacité à accéder aux détails importants d'une affaire est jugée bonne par ceux qui comparaissent devant lui. Il prouve qu'il a un jugement politique raisonnable en 1957 lorsqu'il dirige un procès sur un scandale politique mineur lié à la fixation des taux d'intérêt.

### Lord Chief Justice
Lord Goddard annonce sa démission en tant que Lord Chief Justice en 1958. Il fait exception à la tradition voulant que le procureur général soit nommé à ce poste et certains commentateurs s'attendent à ce que son successeur soit donc Reginald Manningham-Buller, procureur général à l'époque. Cependant, Manningham-Buller est largement détesté et partage également les vues réactionnaires de Goddard sur la justice pénale. Harold Macmillan envisage le vicomte Kilmuir, le lord chancelier, mais Kilmuir refuse le poste. Macmillan décide donc de nommer un juge senior, et le nom de Parker apparait comme le seul candidat avec lequel la plupart des gens sont d'accord . Le 30 septembre 1958, Parker prend le titre de baron Parker de Waddington, de Lincoln's Inn dans le Borough de Holborn .
Le style de Parker est totalement différent de Goddard car il se limite aux tribunaux supérieurs et n'intervient pas dans les procès criminels de tous les jours. Il s'intéresse peu à la vie sociale de la magistrature. Appelé là où un procès revêt un aspect politique grave, il est critiqué lorsqu'il emprisonne des journalistes qui refusaient de révéler leurs sources lors du tribunal de Vassall en 1963. Le jugement de Parker déclare en partie "le devoir le plus élevé du citoyen est envers l'État". Parker est également entré dans l'histoire en condamnant George Blake, reconnu coupable d'espionnage, à 42 ans d'emprisonnement, la peine la plus longue alors prononcée par un tribunal anglais; la conjonction semblait à certains suggérer que Parker était trop proche du gouvernement de l'époque, bien que d'autres aient dit que Parker a été choqué par l'ampleur de la trahison qui a envoyé des dizaines d'agents occidentaux à la mort . Parker a lui-même déclaré que les tribunaux "ont la responsabilité positive d'être la servante de l'administration plutôt que son gouverneur" .
Cependant, Parker est populaire parmi la profession car il obtient des améliorations dans les salaires et les pensions des juges. Parker est un réformateur doux qui soutient l'aide juridique et tente de moderniser certaines procédures judiciaires qu'il juge désuètes, comme le système des cours d'assises. Comme Goddard, Parker prend une part active aux débats de la Chambre des lords. Le discours le plus important qu'il ait prononcé est lors des débats lors de l'adoption de la loi de 1965 sur les dommages de guerre, qui a pour effet d'annuler rétrospectivement la décision judiciaire de la Chambre des lords dans l'affaire Burmah Oil Co. contre Lord Advocate, privant ainsi le demandeur d'une attribution de dommages-intérêts. Parker considère cela comme une idée odieuse en principe, mais son point de vue ne l'a pas emporté. Il soutient les initiatives visant à abolir la peine de mort .
En 1964, Parker institue la première «conférence sur la détermination de la peine» pour essayer d'obtenir une cohérence. À la fin des années 1960, il introduit la première formation formelle pour les juges et se félicite de la formation de la Commission du droit. Lorsque Lord Beeching dirige un comité chargé d'examiner la réforme des tribunaux en 1971, le mémorandum de Parker est plus radical que les recommandations du comité .
Parker annonce sa retraite avant le rapport du comité et est décédé l'année suivante dans la ferme bovine qu'il dirigeait avec sa femme depuis 48 ans .